# ピンチランナー調書
『ピンチランナー調書』（ピンチランナーちょうしょ）は、大江健三郎による長編小説。1976年（昭和51年）に新潮社から出版された。表紙のイラストは司修による。

## 概要
単行本の帯には「著者の言葉・大江健三郎」と題して以下のコメントがある。
「死をおしつけてくる巨大なものへの最後の抵抗として、なにもかもを笑いのめし、価値転倒させる道化。文化人類学やラブレーや金芝河に学んだ道化の力をかり、僕自身のなかにつねにある哄笑への熱望もときはなって、僕はこの核時代のかげのもとにある、再生への希求を表現したいとねがった。」
また帯には次の惹句が記された。
「核時代の《終末》を拒絶する諷刺・哄笑の純文学長編！」「地球の危機を救うべく「宇宙？」から派遣されたピンチランナー二人組！「ブリキマン」の核ジャックによる民衆の核武装？……内ゲバ殺人から右翼パトロンまでを、奇想天外・変幻自在な暗黒ユーモアで描き、読者に希望と大笑いをもたらす！」
1990年代半ばの「大江健三郎小説」刊行時、その販促用のパンフレットにおいて、大江は自作解説として「私は、この世界の終り、という強い予感にとりつかれていたのだった。『洪水はわが魂に及び』は、ひとつの悲劇として、『ピンチランナー調書』は、喜劇として、しかしそれぞれに迫ってくる緊張感の中で書いた」と回想している。

## あらすじ
語り手「私」は知的な障害を持つ子の父親である。同じ特殊学級の父兄として知り合った森・父の「幻の書き手（ゴーストライター）」を引き受けて、彼の行動の一部始終を「調書」にとることになる。「調書」は森・父の一人称「おれ」によって語られる。
森・父は原子力発電所の技術者であったが、核物質の搬送中に、それを強奪しようとする謎めいた集団「ブリキマン」に襲われて被曝する。ある日「宇宙的な意思」によって「転換」が起こり、森・父は20歳若返り、その息子の森は20歳加齢する。18歳になった森・父と28歳になった森は、反・原発集会に参加したことをきっかけに、対立する二つの新左翼の党派の抗争に巻き込まれていく。
政界の黒幕で、国内外の原発利権を掌握する右翼の「親方（パトロン）」の「大物A氏」は、対立する二つの革命党派それぞれに資金援助をして、小型の原爆を開発させている。そしてそれを利用して、社会的な流動状態をつくりだして「天皇ファミリィ」を傀儡としていただいたクーデターを起こして社会に君臨しようと策動している。
森・父と森は、市民運動の世話役でテレヴィにも出演する女性活動家の麻生野桜麻（おうのさくらお）、革命党派の女子学生の作用子（さよこ）、四国からきた反・原発運動のリーダー「義人」、対立する革命党派を宥和させようとする「志願仲裁人」、伝説的なゲリラ組織「ヤマメ軍団」らと協力して「大物A氏」の野望に対抗していく。
原子力発電、先鋭化・過激化する学生運動、天皇制、右翼フィクサーの暗躍といった時事的な深刻なモチーフを喜劇調で描いている。

## 書誌情報
- 『ピンチランナー調書』（1976年、新潮社）
- 『大江健三郎全作品 第2期 6』（1977年、新潮社）
- 『新潮現代文学55』（1978年、新潮社）
- 『ピンチランナー調書』〈新潮文庫〉（1982年、新潮社）
- 『大江健三郎小説4』（1996年、新潮社）
- 『大江健三郎全小説5』（2018年、講談社）

### 翻訳
ポーランド語
- V.Grivnina訳『Zapiski pinchrannera』（1983年、Moskva）

ロシア語
- В.Гривнина訳『Записки пинчраннера』（1983年、Радуга）
- В.С.Гривнина『Записки пинчраннера』〈Millennium = Тысячелетие〉（2000年、Изд-во "Амфора"）

英語
- Michiko N. Wilson、Michael K. Wilson訳『The pinch runner memorandum』（1994年、M.E.Sharpe）

朝鮮語
- 허호訳『핀치러너 조서』〈大江健三郎小説文学全集10〉（1996年、고려원）

中国語
- 包容訳『摆脱危机者的调查书』〈大江健三郎作品集〉（1996年、作家出版社）